# Ocotea canaliculata
Ocotea canaliculata är en lagerväxtart som först beskrevs av L.C. Rich., och fick sitt nu gällande namn av Carl Christian Mez. Ocotea canaliculata ingår i släktet Ocotea och familjen lagerväxter. Inga underarter finns listade i Catalogue of Life.